# Минакир, Павел Александрович
Па́вел Алекса́ндрович Мина́кир (2 декабря 1947, Симферополь — 3 августа 2023, Москва) — советский и российский экономист, академик РАН (2006). Научный руководитель Института экономических исследований ДВО РАН (с 2017), член президиума Дальневосточного отделения РАН. Доктор экономических наук, профессор, Заслуженный деятель науки Хабаровского края.
В 1991—2016 годах являлся директором Института экономических исследований ДВО РАН.

## Биография
Окончил экономический факультет МГУ (1972). В 1977 году защитил диссертацию «Вопросы прогнозирования экспортной специализации экономики Дальнего Востока (на примере отраслей машиностроения)» на соискание учёной степени кандидата экономических наук, в 1984 — доктора экономических наук.
Являлся директором-организатором Института комплексного анализа региональных проблем ДВО АН СССР (1989—1991), первым заместителем главы администрации Хабаровского края (1991—1992). С 1998 года — действительный член Международной академии регионального развития и сотрудничества. Директор Института экономических исследований ДВО РАН (1991—2016), научный руководитель Института (с 2017).
30 мая 1997 года присвоено звание члена-корреспондента РАН по Отделению экономики, с 25 мая 2006 года — академик РАН по Отделению общественных наук. И. о. заместителя академика-секретаря ООН РАН — руководитель Секции экономики (2007—2009).
Главный редактор журнала «Пространственная экономика» (с 2004), членом редакционного совета журнала «Вестник Северо-Восточного центра ДВО РАН»; входил в состав редколлегий научных журналов «Проблемы Дальнего Востока», «Регион: экономика и социология», «Вестник ДВО РАН», «Россия и АТР», «Журнал новой экономической ассоциации», «Строительство и инвестиции», «Экономическая наука современной России».
Скончался 3 августа 2023 года на 76-м году жизни.

## Награды
Награждён медалью ордена «За заслуги перед Отечеством» II степени (1999), почётным знаком ордена Андрея Первозванного, двумя серебряными медалями ВДНХ (1980 и 1983). Лауреат премий Хабаровского комсомола (1983 и 1984). Лауреат серебряной медали Н. Д. Кондратьева 2004 года «за выдающийся вклад в развитие общественных наук» . В 2022 году присвоено почётное звание «Заслуженный деятель науки Хабаровского края».

## Основные работы
Книги
- Экономическое развитие региона: программный подход. М.: Наука, 1983;
- Синтез отраслевых и территориальных плановых решений. М.: Наука, 1988;
- Дальний Восток России: экономическое обозрение. М., 1993 (редактор);
- Системные трансформации в экономике. Владивосток: Дальнаука, 2001;
- Экономика регионов: Дальний Восток. — М.: Экономика, 2006;
- Финансовые кризисы на развивающихся рынках. М., 2006 (совм. с Н. П. Горюновой);

Статьи
- Трансформация региональной экономической политики // Экономическая наука современной России. 2001. #1.
- Региональные социально-экономические исследования: теория и практика // Экономическая наука современной России. 2002. Экспресс-выпуск #1;
- О пространственной экономике и пространственном развитии // Экономист. 2011. № 9.